# Har Kamon
Har Kamon (hebrejsky: הר כמון) je hora v Galileji v severním Izraeli dosahující nadmořské výšky 598 metrů.
Leží na pomezí v Dolní Galileji cca 5 kilometrů východně od města Karmiel a 35 kilometrů severovýchodně od Haify. Na severu k hoře přiléhá údolí Bejt ha-Kerem, na východě hluboké údolí, který protéká vádí Nachal Calmon. Har Kamon je nejvyšším bodem Dolní Galileji.
Hřeben hory je dlouhodobě osídlen. Nachází se tu vesnice Kamane obývaná izraelskými Araby, respektive Beduíny. Počátkem 80. let 20. století zde byly v rámci programu Micpim be-Galil založeny také dvě židovské vesnice: Kamon a Michmanim.